# Élie Bertrand

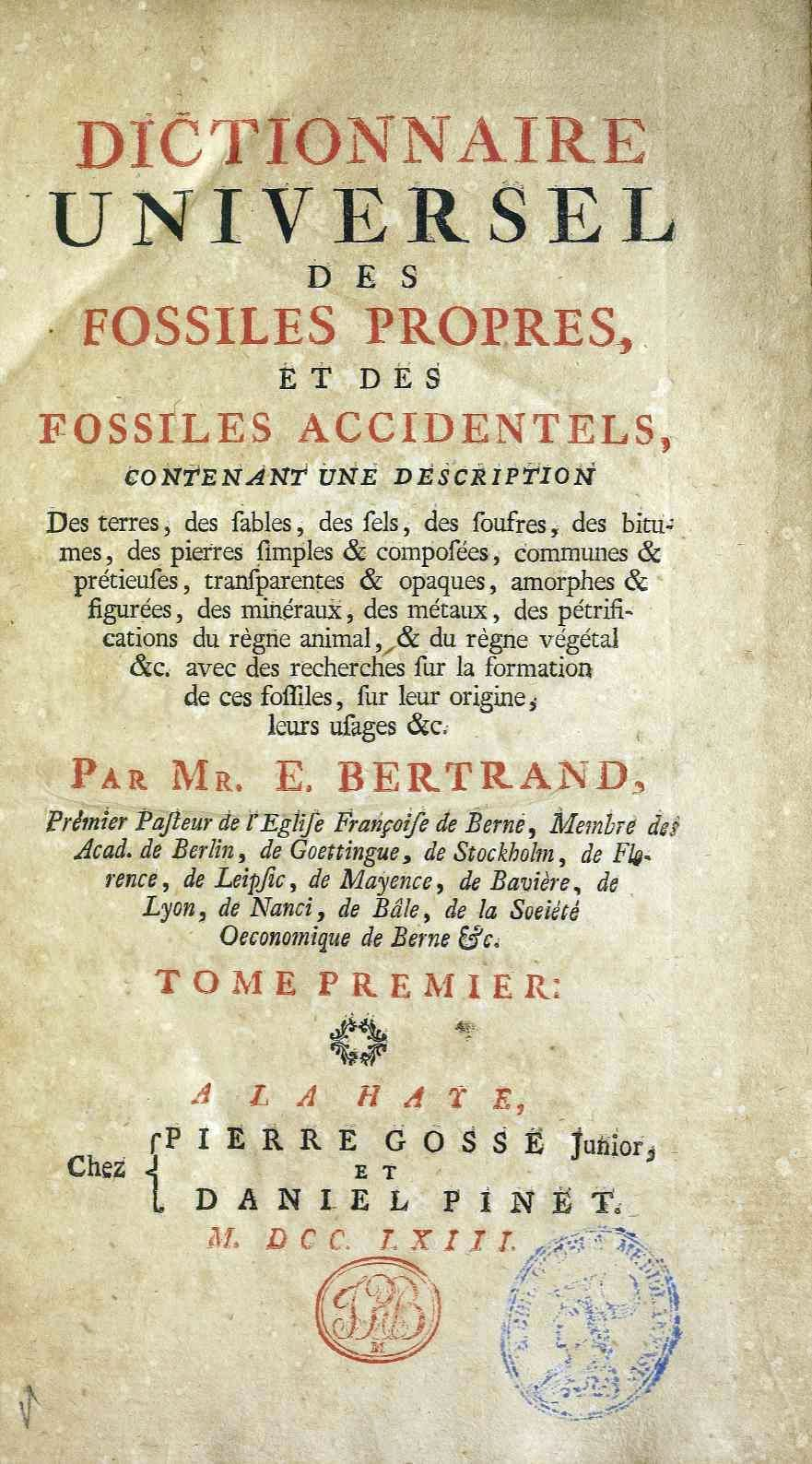
Dictionnaire universel des fossiles propres et des fossiles accidentels, 1763

Élie Bertrand (Orbe, 17 maggio 1713 – Yverdon-les-Bains, 23 agosto 1797) è stato un teologo, geologo e naturalista svizzero.

## Biografia
Dopo aver studiato teologia a Losanna e a Ginevra, tra il 1731 e il 1738, fu consacrato nel 1740 a Losanna.Lavorò come parroco per diversi anni prima di entrare in servizio nella Chiesa francese di Berna nel 1744, come diacono e poi come parroco.
Lasciò la Polonia nel 1765, dove si lega con Stanislao II Augusto Poniatowski, re della Polonia, e diresse il Dipartimento di Industria, Agricoltura e scienze naturali per un anno prima di essere nominato cavaliere nel 1768.
Tornò nel 1767 in Svizzera e si trasferì a Yverdon dove fondò una biblioteca (nel 1761) e la società economica della città.
Suo fratello è l'agronomo Jean Bertrand (1708-1777).

## Opere
- Mémoires sur la structure intérieure de la terre, Heidegguer, Zurich, 1752.
- Essai sur les usages des montagnes, avec une lettre sur le Nil, Heidegguer, Zurich, 1754.
- Mémoires historiques et physiques sur les tremblemens de terre (Pierre Gosse junior, La Haye, 1757).
- Recherches sur les langues anciennes et modernes de la Suisse et principalement du pays de Vaud, C. et A. Philibert, Genève, 1758.
- (FR) Dictionnaire universel des fossiles propres et des fossiles accidentels, vol. 1, Den Haag, Pierre Gosse & Daniel Pinet, 1763.
  - (FR) Dictionnaire universel des fossiles propres et des fossiles accidentels, vol. 2, Den Haag, Pierre Gosse & Daniel Pinet, 1763.
- Essai sur l’art de former l’esprit, ou Premiers élémens de la logique, G. Regnault, Lyon, 1764.
- Recueil de divers traités sur l’histoire naturelle de la terre et des fossiles Archiviato il 3 marzo 2016 in Internet Archive., L. Chambeau, Avignon, 1766.
- Lettre à M. le Cte de Buffon... ou Critique et Nouvel essai sur la théorie générale de la terre, avec une notice du dernier discours de M. Pallas, sur la formation des montagnes, sur les changemens arrivés au globe, etc., Besançon, 1782.
- L'œuvre scolaire du Dr Kerschensteiner à Munich, Paris, H. Dunod et E. Pinat, 1914. URL consultato il 26 agosto 2016 (archiviato dall'url originale il 1º luglio 2016).